# Ismaily Sporting Club
El Ismaily Sporting Club (en árabe: نادي الإسماعيلي الرياضي‎) es un club deportivo egipcio fundado en 1924 y con sede en Ismailia, Egipto. El club es conocido en África como El Samba, en alusión a los colores de la vestimenta del club. Juega actualmente en la Primera División de Egipto.

## Historia
Todo comenzó en 1920 cuando nació la idea de iniciar un club de Egipto en la ciudad de Ismailia. En 1921, ese sueño se hizo realidad cuando el Sporting Club Nahda (ahora Ismaily) fue fundada gracias a generosas donaciones de empresas locales. El Nahda Egipto fue el primer club del Canal de Suez. 
La ubicación del estadio original de tierra es, en la actualidad, donde se realizan los viernes el mercado de la ciudad. No fue hasta 1926 cuando el club se convirtió en un miembro oficial de la Asociación Egipcia de Fútbol. En ese momento, el Ismaily era considerado un símbolo nacional de resistencia ante la ocupación británica. En 1943 se trasladaron a su sede actual, el estadio de Ismailia, y disputaron su primera competición de liga en 1948. Su primer título nacional de liga lo consiguió en 1967.
Tras lograr su primer título oficial en 1967, el Ismaily vivió el momento más importante de su carrera dos años más tarde, en 1969, cuando el club amarillo ganó su primera Liga de Campeones de la CAF, tras vencer al TP Englebert de la República Democrática del Congo por un marcador total de 5-3 en la final disputada a doble partido. El título significó, a su vez, la primera Liga de Campeones lograda por un país árabe.
Durante la historia del Ismaily, la familia Osman ha estado estrechamente ligada al club amarillo. Además de los títulos nacionales e internacionales logrados durante los años 1960, Ismail Osman, sobrino del presidente Osman Ahmed Osman, se hizo cargo de la dirección técnica del club en los años 1990 y condujo al Ismaily a ganar dos ligas egipcias (1991 y 2001) y dos copas (1997 y 2000). En 2003, un año antes de que la familia Osman abandonase el club, los Chicos Samba volvieron a disputar una final de la Liga de Campeones, pero perdieron ante el potente Enyimba nigeriano por un total de 2-1, en una final disputada a doble partido.

## Estadio
El Ismaily disputa sus partidos como local en el Estadio de Ismailia.

## Datos del club
- Temporadas en 1ª: 59.
- Temporadas en 2ª: 5.
- Mejor puesto en la liga: 1.º

## Récords
- Primer equipo árabe y egipcio en ganar un título continental.
- El jugador egipcio más joven: Reda.
- Ali Abou Greisha fue el mejor jugador de África por primera vez en 1970.
- El máximo goleador en una temporada de liga en Egipto:  John Utaka.
- El goleador egipcio más joven: Ali Abou Greisha.
- Tres jugadores han sido los máximos goleadores en la Liga de Campeones de la CAF: Ali Abou Greisha, Darman Traore, Mohamed Mohsen Abou Greisha.
- Mayor victoria de un equipo egipcio en un torneo de campeones de la CAF: En el año 2000 ante el  Club Hay Al Arab por 8–0.
- Primer equipo africano en ganar la Liga de Campeones invicto en 1969.
- Ganó la Primera División de Egipto en la temporada 2001/02 invicto.
- Mayor asistencia en una final de la Liga de Campeones de la CAF en 1969 con más de 150 000 espectadores.

## Jugadores

#### Plantilla: 2024-25
- Actualizado al 8 de noviembre de 2024[3]

### Jugadores destacados
- Said Abdelrazik
- Mohammed Barakat
- Khalid Bebo
- Mimi Darwish
- Essam El-Hadary
- Emad El-Nahhas
- Islam El-Shater
- Ahmed Fathy
- Ali Abou Greisha
- Mohammed Salah Abou Greisha
- Said Abou Greisha
- Ahmed Hassan
- Ossama Khalil
- Sayed Moawad
- Hosny Abd Rabo
- Emad Soliman
- Mohamed Homos
- Samuel Johnson
- Mustafa Karim
- Amer Shafia
- Dramane Traoré
- Abdelkader El Brazi
- John Utaka

## Entrenadores
- Mark Wotte (julio de 2010-abril de 2011)[4][5]
- Emad Soliman (abril de 2011-?)[6]
- Hossam Hassan (agosto de 2011-septiembre de 2011)[7][8]
- Mahmoud Gaber (septiembre de 2011-?)[8]
- Sabri El-Menyawi (?-mayo de 2013)[9]
- Ahmed El-Agouz (?-febrero de 2014)[10]
- Heron Ferreira (febrero de 2014-febrero de 2015)[10][11]
- Tarek Yehia (febrero de 2015-julio de 2015)[11][12]
- Mido (julio de 2015-diciembre de 2015)[13][14]
- Nasreddine Nabi (diciembre de 2015-enero de 2016)[15][16]
- Khalid El-Kamash (enero de 2016-?)[16]
- František Straka (diciembre de 2016-?)[17]
- Sébastien Desabre (julio de 2017-diciembre de 2017)[18][19]
- Abou Taleb El-Issawi (diciembre de 2017-enero de 2018)[20][21]
- Pedro Barny (enero de 2018-mayo de 2018)[22][23]
- Kheïreddine Madoui (mayo de 2018-septiembre de 2018)[24][25]
- Mohamed Mohsen (interino- septiembre de 2018-octubre de 2018)[25]
- Jorvan Vieira (octubre de 2018-diciembre de 2018)[26][27]
- Čedomir Janevski (diciembre de 2018-abril de 2019)[28][29]
- Miodrag Ješić (?-diciembre de 2019)[30]
- Adham El-Selehdar (interino- diciembre de 2019-?)[31]
- Juan Carlos Garrido (septiembre de 2022-diciembre de 2022)
- Ayman El Gamal (diciembre de 2022-diciembre de 2022)
- Mido (diciembre de 2022-febrero de 2023)
- Hamza El Gamal (febrero de 2023-julio de 2023)
- Ehab Galal (agosto de 2023-septiembre de 2024)
- Ashraf Khedr (Interino)
- Shawky Gharib (septiembre de 2024-octubre de 2024)
- Hamad Ibrahim (octubre de 2024-)[32]

## Palmarés

### Torneos nacionales oficiales
- Primera División de Egipto (3):1966/67, 1990/91, 2001/02.
- Copa de Egipto (2): 1996/97, 1999/00.
- Liga del Canal (1):

### Torneos internacionales oficiales (1)
- Liga de Campeones de la CAF (1): 1969.

- Subcampeón de la Liga de Campeones de la CAF (1): 2003.
- Subcampeón de la Copa CAF (1): 2000.

## Participación en competiciones de la CAF
| Temporada | Torneo                            | Ronda            | Club                  | Casa  | Visita | Global       |
| --------- | --------------------------------- | ---------------- | --------------------- | ----- | ------ | ------------ |
| 1969      | Copa Africana de Clubes Campeones | Primera Ronda    | Al Tahaddy Benghazi   | 3-0   | 5-0    | 8-0          |
| 1969      | Copa Africana de Clubes Campeones | Cuartos de final | Gor Mahia             | 3-1   | 1-1    | 4-2          |
| 1969      | Copa Africana de Clubes Campeones | Semifinales      | Asante Kotoko         | 3-2   | 2-2    | 5-4          |
| 1969      | Copa Africana de Clubes Campeones | Final            | TP Englebert          | 3-1   | 2-2    | 5-3          |
| 1970      | Copa Africana de Clubes Campeones | Segunda Ronda    | Al-Hilal              | 1-0   | 0-0    | 1-0          |
| 1970      | Copa Africana de Clubes Campeones | Cuartos de final | Prisons               | 4-1   | 2-1    | 6-2          |
| 1970      | Copa Africana de Clubes Campeones | Semifinales      | Asante Kotoko         | 0-0   | 0-2    | 0-2          |
| 1971      | Copa Africana de Clubes Campeones | Segunda Ronda    | Espérance de Tunis    | w.o.1 | w.o.1  | w.o.1        |
| 1971      | Copa Africana de Clubes Campeones | Cuartos de final | Asante Kotoko         | 0-0   | 0-3    | 0-3          |
| 1972      | Copa Africana de Clubes Campeones | Segunda Ronda    | Al-Ahly Trípoli       | 0-1   | 2-1    | 2-2 (3-4 p.) |
| 1973      | Copa Africana de Clubes Campeones | Segunda Ronda    | Al-Ahly Benghazi      | 4-1   | 1-0    | 5-1          |
| 1973      | Copa Africana de Clubes Campeones | Cuartos de final | Kenya Breweries       | 2-1   | 0-0    | 2-12         |
| 1986      | Recopa Africana                   | Primera Ronda    | AS Tempête Mocaf      | 3-0   | 0-2    | 3-2          |
| 1986      | Recopa Africana                   | Segunda Ronda    | MP Oran               | 1-0   | 0-0    | 1-0          |
| 1986      | Recopa Africana                   | Cuartos de final | AS Kalamu             | 3-0   | 0-2    | 3-2          |
| 1986      | Recopa Africana                   | Semifinales      | Al-Ahly               | 1-1   | 0-0    | 1-1 (v.)     |
| 1992      | Copa Africana de Clubes Campeones | Primera Ronda    | Young Africans        | 1-1   | 2-0    | 3-1          |
| 1992      | Copa Africana de Clubes Campeones | Segunda Ronda    | MO Constantine        | 1-0   | 0-1    | 1-1 (3-2 p.) |
| 1992      | Copa Africana de Clubes Campeones | Cuartos de final | Club Africain         | 3-1   | 3-3    | 6-4          |
| 1992      | Copa Africana de Clubes Campeones | Semifinales      | Al-Hilal              | 1-1   | 0-0    | 1-1 (v.)     |
| 1995      | Copa Africana de Clubes Campeones | Primera Ronda    | Maniema Fantastique   | 1-0   | 1-0    | 2-0          |
| 1995      | Copa Africana de Clubes Campeones | Segunda ronda    | JS Saint-Pierroise    | 5-0   | 3-1    | 8-1          |
| 1995      | Copa Africana de Clubes Campeones | Cuartos de final | Espérance de Tunis    | 1-0   | 0-0    | 1-0          |
| 1995      | Copa Africana de Clubes Campeones | Semifinales      | ASEC Mimosas          | 1-0   | 1-5    | 2-5          |
| 1998      | Recopa Africana                   | Primera Ronda    | Red Sea               | 2-2   | 0-0    | 2-2 (v.)     |
| 2000      | Copa CAF                          | Primera Ronda    | Al-Mahallah           | 5-1   | 2-3    | 7-4          |
| 2000      | Copa CAF                          | Segunda ronda    | Hay Al-Arab           | 8-0   | w.o.3  | 8-0          |
| 2000      | Copa CAF                          | Cuartos de final | Cape Coast Dwarfs     | 4-0   | 2-0    | 6-0          |
| 2000      | Copa CAF                          | Semifinales      | Stade d'Abidjan       | 5-0   | 2-0    | 7-0          |
| 2000      | Copa CAF                          | Final            | JS Kabylie            | 1-1   | 0-0    | 1-1 (v.)     |
| 2001      | Recopa Africana                   | Primera ronda    | Mathare United        | 2-1   | 1-1    | 3-2          |
| 2001      | Recopa Africana                   | Segunda ronda    | Simba                 | 2-0   | 0-1    | 2-1          |
| 2001      | Recopa Africana                   | Cuartos de final | Kaizer Chiefs         | 1-1   | 0-0    | 1-1 (v.)     |
| 2003      | Liga de Campeones de la CAF       | Primera Ronda    | Zanaco                | 1-0   | 0-0    | 1-0          |
| 2003      | Liga de Campeones de la CAF       | Segunda Ronda    | AS Port-Louis 2000    | 6-0   | 1-0    | 7-0          |
| 2003      | Liga de Campeones de la CAF       | Fase de grupos   | ASEC Mimosas          | 2-0   | 1-1    | 2º lugar     |
| 2003      | Liga de Campeones de la CAF       | Fase de grupos   | Enyimba               | 6-1   | 2-4    | 2º lugar     |
| 2003      | Liga de Campeones de la CAF       | Fase de grupos   | Simba                 | 2-1   | 0-0    | 2º lugar     |
| 2003      | Liga de Campeones de la CAF       | Semifinales      | Espérance de Tunis    | 3-1   | 3-1    | 6-2          |
| 2003      | Liga de Campeones de la CAF       | Final            | Enyimba               | 1-0   | 0-2    | 1-2          |
| 2004      | Copa Confederación de la CAF      | Primera Ronda    | Stade Tunisien        | 2-1   | 0-2    | 2-3          |
| 2005      | Copa Confederación de la CAF      | Primera Ronda    | Ferroviário de Maputo | 2-0   | 1-0    | 3-0          |
| 2005      | Copa Confederación de la CAF      | Segunda Ronda    | APR FC                | w.o.4 | w.o.4  | w.o.4        |
| 2005      | Copa Confederación de la CAF      | Tercera Ronda    | Kaizer Chiefs         | w.o.5 | w.o.5  | w.o.5        |
| 2005      | Copa Confederación de la CAF      | Fase de grupos   | 105 Libreville        | 6-0   | 1-0    | 2º Lugar     |
| 2005      | Copa Confederación de la CAF      | Fase de grupos   | Dolphins              | 1-1   | 0-0    | 2º Lugar     |
| 2005      | Copa Confederación de la CAF      | Fase de grupos   | Al-Mokawloon Al-Arab  | 0-1   | 3-2    | 2º Lugar     |
| 2007      | Copa Confederación de la CAF      | Primera Ronda    | AJESAIA               | 6-1   | 2-2    | 8-3          |
| 2007      | Copa Confederación de la CAF      | Segunda Ronda    | Green Buffaloes       | 2-1   | 1-1    | 3-2          |
| 2007      | Copa Confederación de la CAF      | Tercera Ronda    | Wydad Casablanca      | 2-0   | 1-0    | 3-0          |
| 2007      | Copa Confederación de la CAF      | Fase de grupos   | Al-Merrikh            | 1-1   | 0-1    | 3º lugar     |
| 2007      | Copa Confederación de la CAF      | Fase de grupos   | Kwara United          | 1-0   | 1-1    | 3º lugar     |
| 2007      | Copa Confederación de la CAF      | Fase de grupos   | Dolphins              | 1-0   | 0-2    | 3º lugar     |
| 2010      | Liga de Campeones de la CAF       | Ronda Preliminar | Sofapaka              | 2-0   | 0-0    | 2-0          |
| 2010      | Liga de Campeones de la CAF       | Primera Fase     | Stade Tamponnaise     | 3-1   | 0-1    | 3-2          |
| 2010      | Liga de Campeones de la CAF       | Segunda Fase     | Al-Hilal Omdurmán     | 3-1   | 1-0    | 4-1          |
| 2010      | Liga de Campeones de la CAF       | Fase de grupos   | JS Kabylie            | 0-1   | 0-1    | 3.º lugar    |
| 2010      | Liga de Campeones de la CAF       | Fase de grupos   | Al-Ahly               | 4-2   | 1-2    | 3.º lugar    |
| 2010      | Liga de Campeones de la CAF       | Fase de grupos   | Heartland             | 1-0   | 1-2    | 3.º lugar    |
| 2011      | Copa Confederación de la CAF      | Primera Ronda    | Sofapaka              | 2-0   | 0-4    | 2-4          |
| 2013      | Copa Confederación de la CAF      | Primera Ronda    | TCO Boeny             | 2-0   | 2-2    | 4-2          |
| 2013      | Copa Confederación de la CAF      | Segunda Ronda    | Al-Ahly Shendi        | 0-0   | 0-0    | 0-0 (4-3 p.) |
| 2013      | Copa Confederación de la CAF      | Tercera Ronda    | CA Bizertin           | 1-0   | 0-3    | 1-3          |
| 2014      | Copa Confederación de la CAF      | Primera Ronda    | MK Etanchéité         | 0-0   | 0-0    | 0-0 (4-3 p.) |
| 2014      | Copa Confederación de la CAF      | Segunda Ronda    | Petro Atlético        | 0-0   | 0-1    | 0-1          |
| 2018-19   | Liga de Campeones de la CAF       | Ronda Preliminar | Le Messager Ngozi     | 2-1   | 1-0    | 3-1          |
| 2018-19   | Liga de Campeones de la CAF       | Primera Ronda    | Cotonsport de Garoua  | 2-0   | 1-2    | 3-2          |
| 2018-19   | Liga de Campeones de la CAF       | Fase de grupos   | Mazembe               | 1-1   | 0-2    | 4º lugar     |
| 2018-19   | Liga de Campeones de la CAF       | Fase de grupos   | Club Africain         | 0-3   | 0-1    | 4º lugar     |
| 2018-19   | Liga de Campeones de la CAF       | Fase de grupos   | CS Constantine        | 1-1   | 2-3    | 4º lugar     |

1- Espérance S. T. abandonó el torneo.

2- Ismaily S. C. abandonó el torneo.

3- Hay Al-Arab abandonó el torneo.

4- el APR solicitó posponer el primer partido por la conmemoración del genocidio, pero fracasó en la CAF; eso llevó al Ismaily a un viaje a Nairobi, cuando los oficiales de migración de Ruanda se negaron a que el equipo entrara en el país, el APR fue declarado culpable por conducta inapropiada, expulsado del torneo y multado con $5000.

5- Kaizer Chiefs FC abandonó el torneo.